# Juan Carlos Bares
Juan Carlos Bares (Cerros de San Juan, Colonia, 11 de marzo de 1930 – San Vicente, 23 de junio de 1999), apodado «El indio», fue un importante payador uruguayo de la segunda mitad del siglo XX.

## Biografía

### Primeros años
Desde pequeño se ocupó de tareas rurales, trasladando hacienda hasta la localidad de Paso de Morlano. Escuchaba improvisar a los hermanos Cándido y Florentino Callejas mientras realizaba sus tareas rurales, y comenzó sus primeras improvisaciones para sí mismo a la corta edad de 10 años, aunque pasarían varios años hasta que lo hiciera en público.
Mientras tanto, realizaba para las estancias «Las bravas» y «El descanso», tareas como traslado de hacienda, tropeo y doma.

### Comienzos artísticos

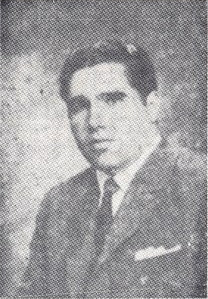
Juan Carlos Bares en su juventud.

Hacia el año 1945 debutó como payador en la localidad de Juan Lacaze. Allí, luego del trabajo en el ganado era común que se armaran guitarreadas, y Bares participaba improvisando algunas cuartetas libres. En el bar «Carlitos» del pueblo de Libertad (San José), tiene lugar su primer payada de contrapunto, con Julio Gallego. La misma fue un encuentro ocasional que no había sido organizado. Bares se referiría a este encuentro como su bautismo como payador:

Recuerdo el episodio porque significó mi bautismo como payador. Siempre creí que si el payador no canta de contrapunto es como un carro al que le falta una rueda. Por eso pienso que el prólogo de mi destino de bardo, lo escribí en San José y no el Juan Lacaze, donde improvisaba solo
Juan Carlos Bares. Revista «Rincón del payador», n. 4. Septiembre 1980.

### Afirmación de su arte

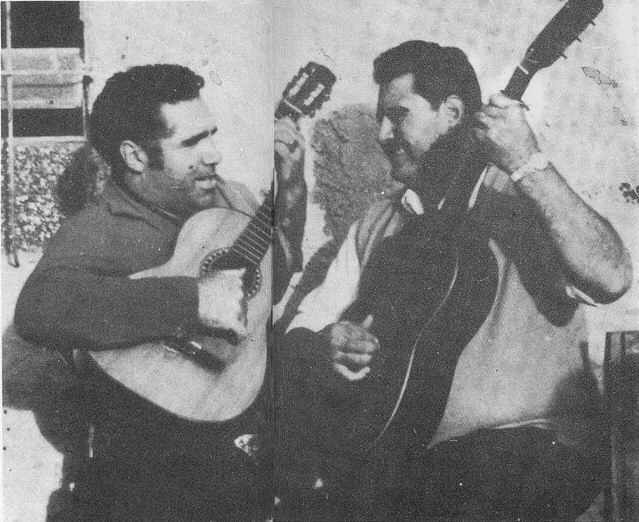
Juan Carlos Bares (izquierda) junto al payador argentino Jorge Alberto Socodato.

En aquella época ya se había radicado en Montevideo, donde funcionaba un comercio en el barrio La Unión llamado «la Herrería de Puglia» que oficiaba de sede del canto repentista. Ubicado en la esquina de las calles «8 de octubre» y «Pan de azúcar» fue un lugar donde Bares alternó con distintos payadores de relevancia, como Omar Vallejos y el «ciego» Basso. Otro lugar en el cual se reunían cantores y payadores era un bar ubicado en las calles «Sierra» y «Dante», donde ocasionalmente distintos artistas demostraban sus aptitudes. Allí Bares realizó improvisaciones con payadores como Aramís Arellano y Héctor Umpiérrez.
En esos años también comenzó su labor radial, participando en distintas audiciones como «El fogón oriental», que era dirigida por Luis Alberto Martínez y se emitía en Radio Artigas. Otra radio donde participó fue CX 4 Radio Rural, en la cual animaba un programa junto a Pelegrino Torres. Tiempo más tarde también aportó su arte al programa la «Hora gaucha» de Nicolás Fernández, el cual se emitía por Radio Acreimlan.

### Vida de payador

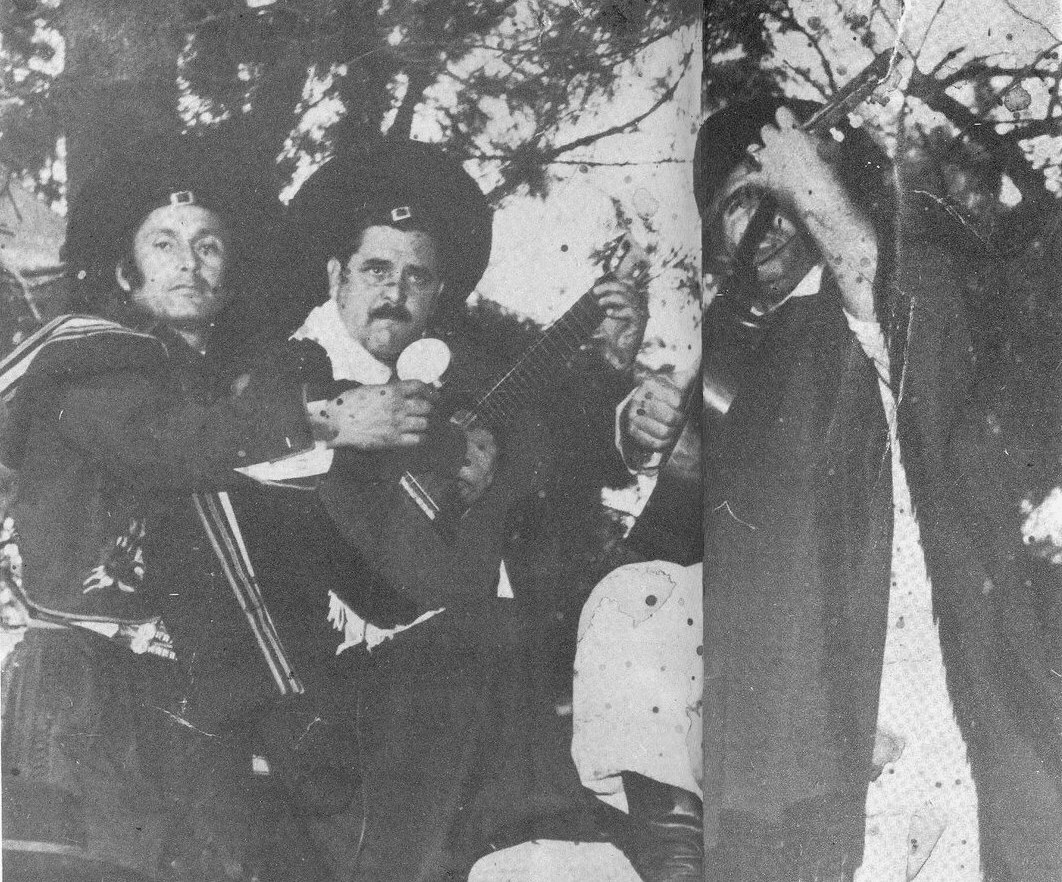
Bares (derecha), junto Roberto Bonacina (izquierda) y Carlos Molina (centro). Junto a este último, Bares emprendió su primera gira artística.

La década de 1950 lo encontró actuando con el payador Pedro Medina en Paso Carrasco y en el barrio montevideano de Colón. También brindó actuaciones junto a Cáceres Grasso, y en compañía de cantores como José Molinari y Máximo Pérez.
Por ese tiempo emprende junto al también payador Carlos Molina su primera gira. En ese marco viajan a Soriano, y acuciados por penurias económicas, se trasladan a Mercedes. Bares recuerda esta gira de esta forma:

Lo único que teníamos eran las guitarras, hambre y un cansancio de siglos. Recorrimos a pie los largos kilómetros que separaban una ciudad de otra. Cuando cayó en nuestras manos un poco de dinero, Molina compró queso y longaniza, que para nosotros y en el estado en que nos hallábamos era todo un manjar. Yo adquirí un par de alpargatas, porque las que tenía no resistían ninguna nueva caminata.

En Mercedes actuaron en un bar llamado «El barquito» y posteriormente en la estancia «La alegría». Luego de dar por terminada la gira, Molina emprendió el viaje de regreso a Montevideo, mientras que Bares decidió proseguir hacia Paysandú para luego trasladarse a Entre Ríos, en territorio argentino. Allí tuvo la oportunidad de actuar junto al payador uruguayo Francisco Medina.
A su regreso a Montevideo, participó en el programa «Mañanitas del campo» de Agustín Pucciano, el cual sirvió de plataforma de lanzamiento de muchos artistas, entre los que se cuenta Carlos Roldán. Tiempo después intervino en la audición radial conducida por Héctor Umpiérrez, titulada «Nochecitas del fogón».

### La Cruzada Gaucha

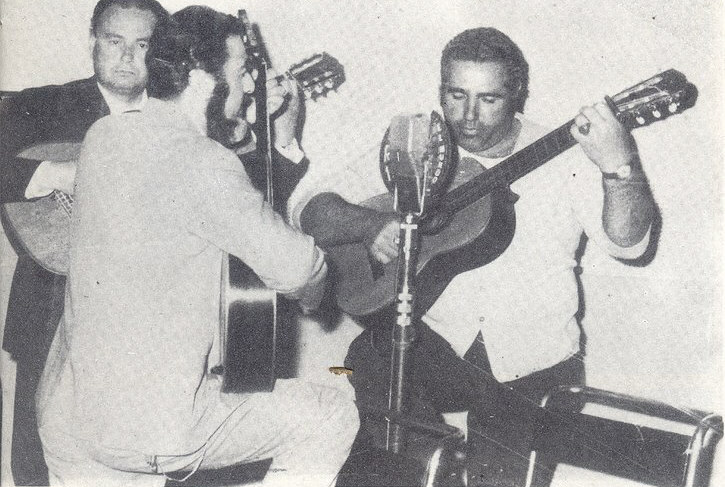
Bares junto los payadores Roberto Ayrala y Waldemar Lagos, en la audición radial «Amanecer argentino».

En 1955 el riesgo de una epidemia de poliomielitis provocó que se prohibieran en Montevideo los espectáculos en recintos cerrados. Esto motivó, en vísperas de la semana de criolla o de turismo -donde la afluencia de personas a la capital desde el interior del país en muy grande- que se organizaran espectáculos al aire libre donde participaran payadores, recitadores y cantantes folklóricos. El éxito de público superó todas las expectativas, y espectáculos del mismo formato recorrieron todo el Uruguay, en lo que se dio a llamar «La Cruzada Gaucha». Bares participó de «La Cruzada Gaucha» alrededor de seis meses, y se plegó luego a un movimiento escindido del anterior llamado la «Embajada Gaucha» con el cual debutó en Buenos Aires. Este nuevo movimiento tenía entre sus filas a los payadores argentinos Cayetano Daglio, Carlos Chazarreta, Angel Colovini, Alfredo Santos Bustamante y Juan José García, mientras que por Uruguay participaban además de Bares, Carlos Rodríguez, Washington Montañez, Julio Gallego y Victoriano Núñez.

### Arraigo en Argentina

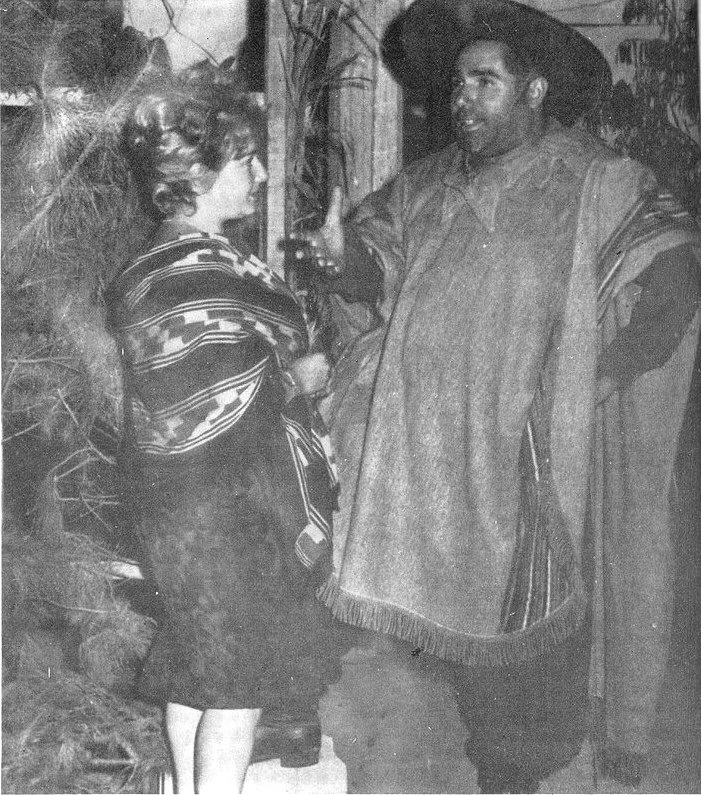
Bares junto a su esposa Marta.

Hacia 1962 se traslada a territorio argentino, y antes de radicarse definitivamente en la provincia de Buenos Aires, recorrió muchos puntos de aquel país, viviendo en tierras de la Patagonia así como en  General Conesa y Tucumán. Posteriormente vivió en 9 de julio y Santa Teresita. En estos años Bares brindaba su arte en solitario, aunque ocasionalmente lo hacía junto a algún payador como Jorge Alberto Socodato o Héctor Guillén, o junto a algún recitador o cantor como Yamandú Villafán o Eduardo Olmedo. En su pasaje por diferentes lugares entabló relación con muchos otros artistas con quienes actuó en distintas oportunidades, como por ejemplo Adolfo Cosso, Juan Carlos Loto, Roderico Sombra, Roberto Bonacina, Jorge Cafrune, Horacio Guaraní y Carlos López Terra entre muchos otros.
En Argentina hubo varios programas radiales que tuvieron a Bares dentro de sus artistas habituales. El primero de estos fue el dirigido por Santiago Roca, que se emitía por Radio del Pueblo. A lo largo de los años también participó de audiciones como la transmitida por Radio el Mundo en la que actuaban Angel Colovini y Carlos Chazarreta, otra emitida por la LU9 de Mar del Plata, en la cual animó un espacio de estilo campero junto a Roldán Covo y el programa «Amanecer argentino», emitido por Radio Mitre.
Hacia 1965, Bares ya se había vinculado a Miguel Franco, quien conducía los programas radiales «Grandes fiestas gauchas» y «Un alto en la huella» en los cuales el payador siempre logró un espacio donde transmitir su arte. Otros programas donde lo recibieron fueron «La peña del transportista» de Luqués y Sigfrido Darío y «El rincón de los payadores» de Waldemar Lagos.
Luego de errar por distintos puntos de la argentina se asentó definitivamente en Empalme San Vicente (hoy Alejandro Korn) y formó familia junto a su esposa Marta. Fruto de esta relación nacieron sus dos hijos, Patricia y Carlos. En su rancho de esa ciudad creó las que llamó «Tolderías del Indio Bares», que el consideraba «un verdadero hogar para el canto payadoril, un rancho de puertas abiertas como el corazón de un criollo.»

### Últimos años

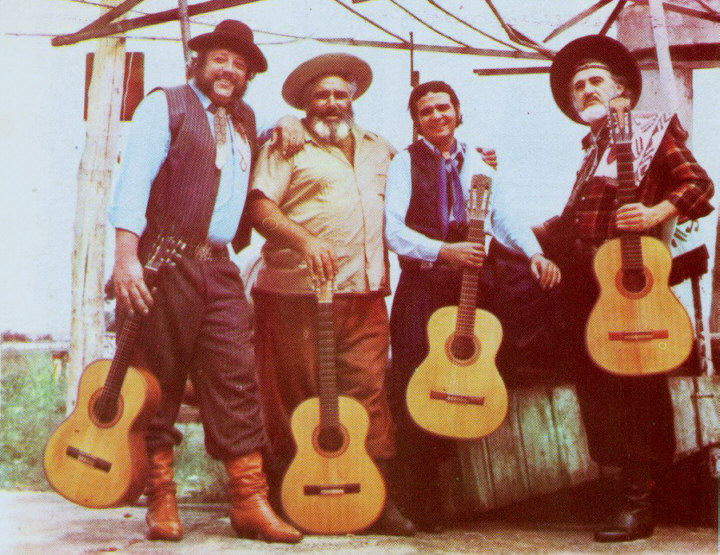
De izquierda a derecha, los payadores Jorge Gauna, Juan Carlos Bares, José Curbelo y Waldemar Lagos.

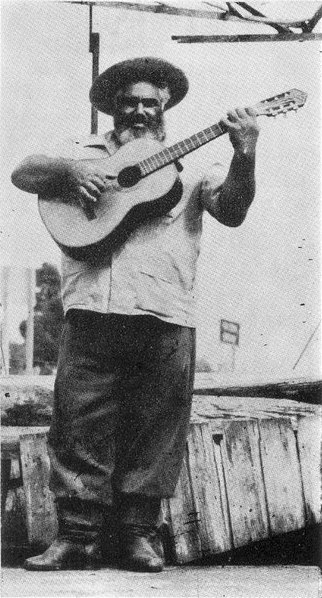
El payador de pie frente a su rancho en Alejandro Korn.

En 1980 editó junto al poeta uruguayo Wenceslao Varela un libro titulado «Mano a mano y entre hermanos» en el cual, además de sus cantos se recopilaban textos de Varela que hacía tiempo no se reeditaban.
Hacia el final de sus días, fue Campeón Provincial en los Torneos Abuelos Bonaerenses, en representación del Partido de San Vicente, viajando a España en 1998 en representación de la provincia de Buenos Aires. Juan Carlos Bares murió el 23 de junio de 1999 en el hospital Ramón Carrillo de la ciudad de San Vicente.

## Discografía
- Indio Bares (casete. Crystal Music serie 21-15. Argentina)
- Payadas (junto a Waldemar Lagos. Magenta 88.073)